# 犰狳 (妖怪)
犰狳，是一种异兽，记载于《山海经·东山二经》。外形像兔子但是鸟的嘴，猫头鹰的眼睛和蛇的尾巴，一看见人就会装死，出现就会有飞蝗等害虫出现伤害庄稼。發出的叫聲便是它自身名稱的读音，从原文内容描写，说明《山海经》中有温带雨林特征。现在也有犰狳,不过出产于美洲。

## 参看
中国妖怪列表